# 布蘭登堡的芭芭拉·索菲亞
布蘭登堡的芭芭拉·索菲亞（德語：Barbara Sophia von Brandenburg，1584年11月16日—1636年2月13日），符騰堡公爵夫人，布蘭登堡選侯約阿希姆·腓特烈的女兒。

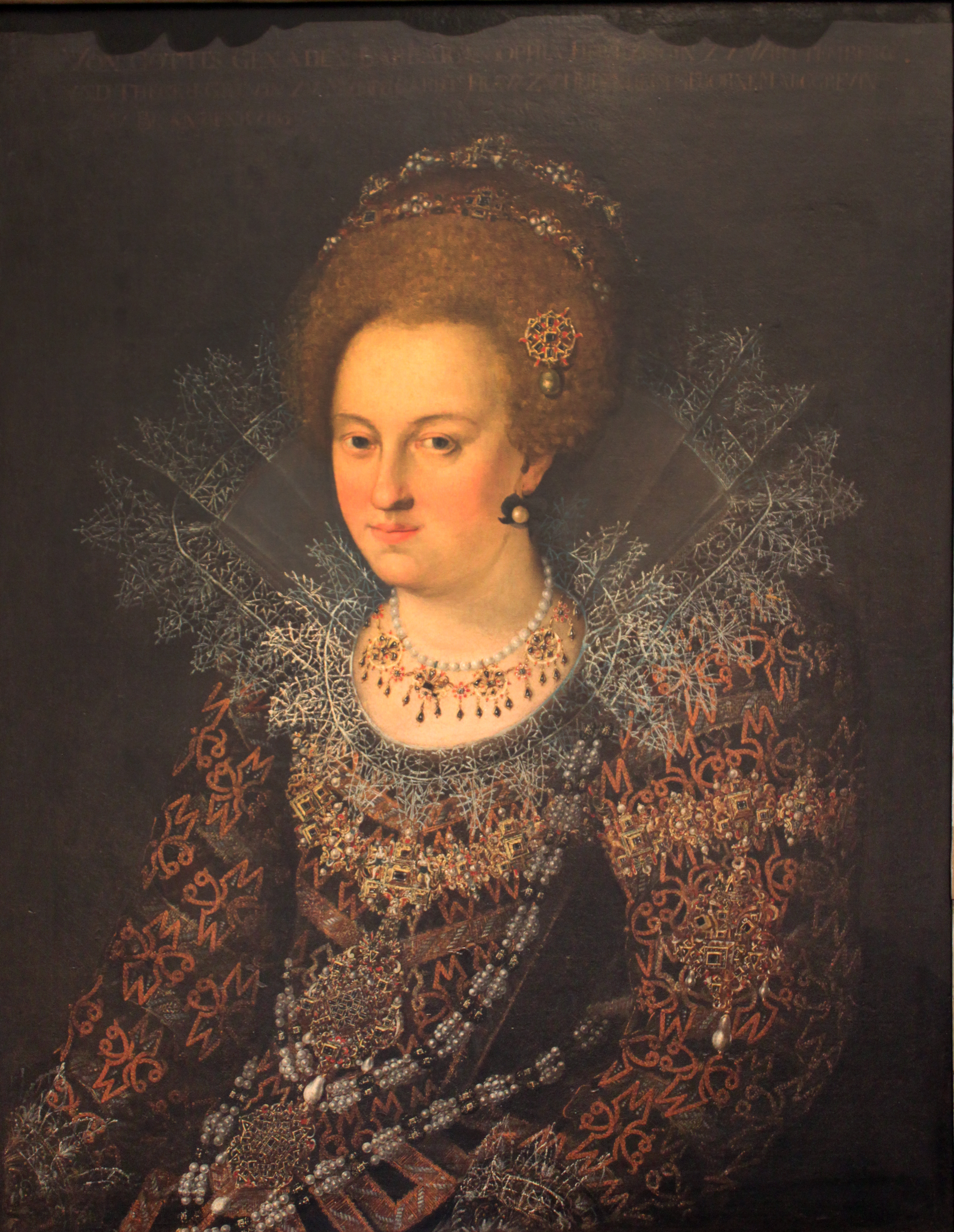

## 家庭
1609年，芭芭拉·索菲亞和約翰·腓特烈結婚，兩人共有3子3女：
1. 安東妮亞（1613年—1679年）
2. 埃伯哈德（1614年—1674年）
3. 腓特烈（英语：Frederick, Duke of Württemberg-Neuenstadt）（1615年—1682年）
4. 烏爾里希（1617年—1671年）
5. 安娜·約翰娜（1619年—1679年）
6. 希比爾（1620年—1707年）